# ОШ „Илија Милосављевић Коларац” Колари
ОШ „Илија Милосављевић Коларац” Колари, насељеном месту на територији града Смедерево, основана је 1804. године. Школа носи име Илије Милосављевића Коларца, српског трговца и задужбинара, родом из Колара.

## Историјат школе
У почетку, школа је радила у порти, на локалитету који се данас зове џамијско место. Од 1870. године за школу је преправљена некадашња општинска зграда. Садашња, стара школска зграда, изграђена је 1929. године и служи и данас за обављање наставе и друге потребе (школска библиотека, ђачка кухиња). Нова школска зграда, чију је изградњу финансирала општина Колари, завршена је 1966. године. Зграда је изграђена у релативно кратком периоду захваљујући добровољном раду мештана Колара.

## Школа данас
Матична школа налази се у Коларима, а подручна одељења у Ландолу, Биновцу и Луњевцу. Током школске 2006/2007. године, школа је опремљена кабинетом за информатику, савременим белим таблама и новим ученичким намештајем, а 2008. године, постављен је и видео надзор. Од 2010. године школа располаже дигиталном учионицом за извођење наставе информатике и рачунарства, а и других предмета.
Школа је домаћин међународне Смотре литерарног стваралаштва „Извор живе речи”.

## Награде и признања
- Коларчев народни универзитет доделио је школи у Коларима Плакету поводом 185-годишњице рада школе
- Поводом 5. октобра 1994. године, дана општине Смедерево, школи је 1994. године додељено највеће општинско признање: Статуета Ђурђа Бранковића и Светосавска повеља
- Вукова награда